# Marcelinho Veiga
 Marcelo Dantas Veiga  (Salvador, 16 de setembro de 1988), mais conhecido como  Marcelinho Veiga , é um advogado e político brasileiro. Atualmente exerce seu mandato de deputado estadual pelo estado da Bahia.
Nas eleições de 2018, foi candidato a deputado estadual pelo PSB e foi eleito com 70.612 votos.  